# Massamagrell
Massamagrell, en valencien et officiellement, (Masamagrell en castillan), est une commune d'Espagne de la province de Valence dans la Communauté valencienne. Elle est située dans la comarque de l'Horta Nord et dans la zone à prédominance linguistique valencienne.

## Géographie

Localisation de Massamagrell
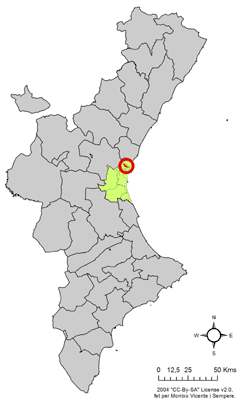
dans la Communauté valencienne.
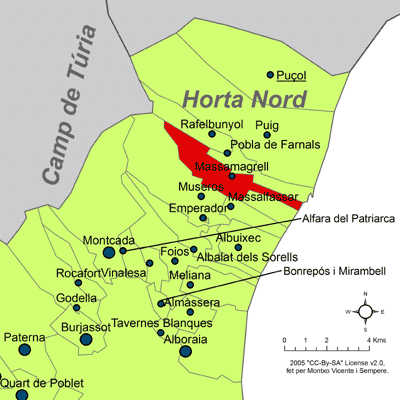
dans la comarque de l'Horta Nord.

### Localités limitrophes
Le territoire communal de Massamagrell est voisin de celui des communes suivantes :
Massalfassar, Museros, La Pobla de Farnals, Rafelbunyol et Valence, toutes situées dans la province de Valence.

## Démographie
| 1990   | 1992   | 1994   | 1996   | 1998   | 2000   | 2002   | 2004   | 2005   |
| ------ | ------ | ------ | ------ | ------ | ------ | ------ | ------ | ------ |
| 12.274 | 12.260 | 12.505 | 12.283 | 12.499 | 12.766 | 13.221 | 13.826 | 14.002 |

## Administration
Liste des maires, depuis les premières élections démocratiques.
| Législature | Nom du Maire                       | Parti politique      |
| ----------- | ---------------------------------- | -------------------- |
| 1979-1983   | José María Izquierdo Soro          | PCE                  |
| 1983-1987   | José María Izquierdo Soro          | PCE                  |
| 1987-1991   | Vicent Campos Oltra                | PSPV-PSOE            |
| 1991-1995   | Vicent Campos Oltra                | PSPV-PSOE            |
| 1995-1999   | J.M. Trujillo - Dominique François | EU - PP              |
| 1999-2003   | E. Boria - M. Gude - M. Bailach    | PSPV-PSOE - IEM - PP |
| 2003-2007   | Miguel Bailach Luengo              | PP                   |
| 2007-2011   | Miguel Bailach Luengo              | PP                   |

### Sources
- (es) Cet article est partiellement ou en totalité issu de l’article de Wikipédia en espagnol intitulé « Masamagrell » (voir la liste des auteurs).
- (es) Varaciones de los municipios de España desde 1842, Ministerio de administraciones públicas, octobre 2008, 364 p. (lire en ligne) [PDF]